# Feuquières-en-Vimeu
Feuquières-en-Vimeu település Franciaországban, Somme megyében. Lakosainak száma 2432 fő (2022. január 1.). Feuquières-en-Vimeu Aigneville, Chepy, Fressenneville, Nibas és Valines községekkel határos.

## Népesség
A település népességének változása:
| Lakosok száma | 2584 | 2623 | 2570 | 2533 | 2499 | 2466 | 2454 | 2432 |
|               | 2015 | 2016 | 2017 | 2018 | 2019 | 2020 | 2021 | 2022 |